# Birchwood (Wisconsin)
Birchwood è un comune degli Stati Uniti, situato in Wisconsin, nella Contea di Washburn.